# أسامة عبد الواحد
أسامة حمدي عبد الواحد (القاهرة 1962 - ..)، أستاذ جامعي مصري بجامعة عين شمس، ومحافظ كفر الشيخ السابق منذ 7 فبراير 2015 حتى 26 ديسمبر 2015.

## حياته
وُلد أسامة عبد الواحد بالقاهرة عام 1962. درس وتخرج في كلية الهندسة بجامعة عين شمس عام 1984، وحصل على درجة الماجستير عام 1989؛ ثم الدكتوراه عام 1994. شغل منصب أستاذ هندسة الإنشاءات والكباري بجامعة عين شمس، كما شغل منصب رئيس جهاز التفتيش الفني على البناء بوزارة الإسكان والمرافق والمجتمعات العمرانية.